# 今村太平
今村 太平（いまむら たいへい、1911年8月21日 - 1986年2月26日）は日本の映画評論家。映像評論家。
特に映画理論の分野で活躍した。本名は今村 大平（いまむら たいへい）。佐藤忠男は「日本には、（中略）映画理論家として一貫した仕事をして、多数の理論的著書を書いた人としては、今村太平の名をあげ得る程度であろう」と語っている。

## 人物・来歴
父親の郷里大分県で育つ。父親の病死により中学校を中退し、働きながら『キネマ旬報』などに投稿して映画評論を独学する。1935年（昭和10年）に同人誌『映画集団』の創刊に参加し、左翼の立場から映画のありかたを考察する。映画に原始時代の芸術の総合性の再到来を見なし、そこで漫画映画を評価する先駆的な思想を切り開く。同時に映画の記録性をも強調して記録映画を推進した。第二次世界大戦後は「映画文化」や「映像文化」の編集に携わった。岩崎昶との論争も有名。晩年は志賀直哉の研究をも上梓。
高畑勲監督や鈴木敏夫プロデューサーも、若い頃に今村太平に刺激されたことから、スタジオジブリは『漫画映画論』を2005年に復刻している。

## ビブリオグラフィ（一部）
- 『映画芸術の形式』（大塩書林、1938年）
- 『映画芸術の性格』（第一芸文社、1939年）
- 『記録映画論』(第一芸文社、1940年）
- 『映画と文化』（第一芸文社、1940年）
- 『日本藝術と映画』（菅書店、1941年）
- 『漫画映画論』（第一芸文社、1941年）
- 『滿洲印象記』 （第一藝文社、1941年）
- 『これからの映画』（田中宋栄堂、1942年）
- 『戰争と映畫』（第一藝文社、1942年）
- 『日本映画の本質』（新太陽社、1943年）
- 『映画論』（和敬書店、1946年）
- 『映画論入門』（真善美社、1948年）
- 『漫画映画論』（真善美社、1948年）
- 『映画芸術の形式』（温故堂出版部、1950年）
- 『映画の本質』（社会思想研究会出版部、1952年）
- 『映画の世界』（新評論社、1952年）
- 『映画理論入門』（板垣書店、1952年）
- 『イタリア映画 そのネオ・リアリズム』（早川書房、1953年）
- 『映畫藝術論』（創元社、1953年）
- 『映画理論入門』（社会思想社、1954年）
- 『これからの映画 新しい見方と考え方』（理論社、1954年）
- 『映画を心ざす人に』（社会思想研究会出版部、1955年）
- 『現代映画論 記録性と芸術性』（平凡社、1957年）
- 『志賀直哉との対話』（筑摩書房、1970年）
- 『志賀直哉論』（筑摩書房、1973年）
- 『今村太平映像評論』10巻（ゆまに書房、1991年）
- 『映画の眼 文字から映像の文化へ』（光和堂、1992年）